# Barahna myall
Barahna myall är en spindelart som beskrevs av Davies 2003. Barahna myall ingår i släktet Barahna och familjen Stiphidiidae.
Artens utbredningsområde är New South Wales. Inga underarter finns listade.